# Eidenberg
Eidenberg  är en ort och  kommun i Österrike. Den ligger i distriktet Urfahr-Umgebung i förbundslandet Oberösterreich,  160 kilometer väster om huvudstaden Wien. 
Kommunen består av tio orter (Ortschaften) (inom parentes invånarantal 1 januari 2024):

- Aschlberg (148)
- Berndorf (164)
- Edt (132)
- Eidenberg (941)
- Felsleiten (34)
- Kammerschlag (172)
- Obergeng (202)
- Schiefegg (49)
- Staubgasse (70)
- Untergeng (240)